# Ханоян, Саркис Месропович
Саркис Месропович Ханоян — директор Арагацского садоводческого совхоза Талинского района Армянской ССР, Герой Социалистического Труда.

## Биография
Родился в 1921 году в семье служащих в селе Сусер. Член КПСС.
Участник Великой Отечественной войны. Призван Октемберянским РВК. Участвовал в боевых действиях со своим батальоном, сержант, командир орудия, дошёл до г. Новороссийск и там был тяжело ранен в ногу, после чего всю жизнь хромал. 
Командир орудия 76 батареи, сержант Ханоян Саркис Месропович за уничтожение огневых точек противника, что способствовало продвижению пехоты вперед, награждён медалью «За отвагу» в 1944 году. Лечился в госпитале 6 месяцев, комиссован по инвалидности II группы.
В 1946—1981 гг. — сельскохозяйственный работник в Армянской ССР, директор Арагацского садоводческого совхоза Талинского района Армянской ССР
Указом Президиума Верховного Совета СССР от 12 декабря 1973 года присвоено звание Героя Социалистического Труда с вручением ордена Ленина и золотой медали «Серп и Молот».
Делегат XXV съезда КПСС (1976). 
Умер в селе Арагац в 2003 году.